# 자연철학의 수학적 원리

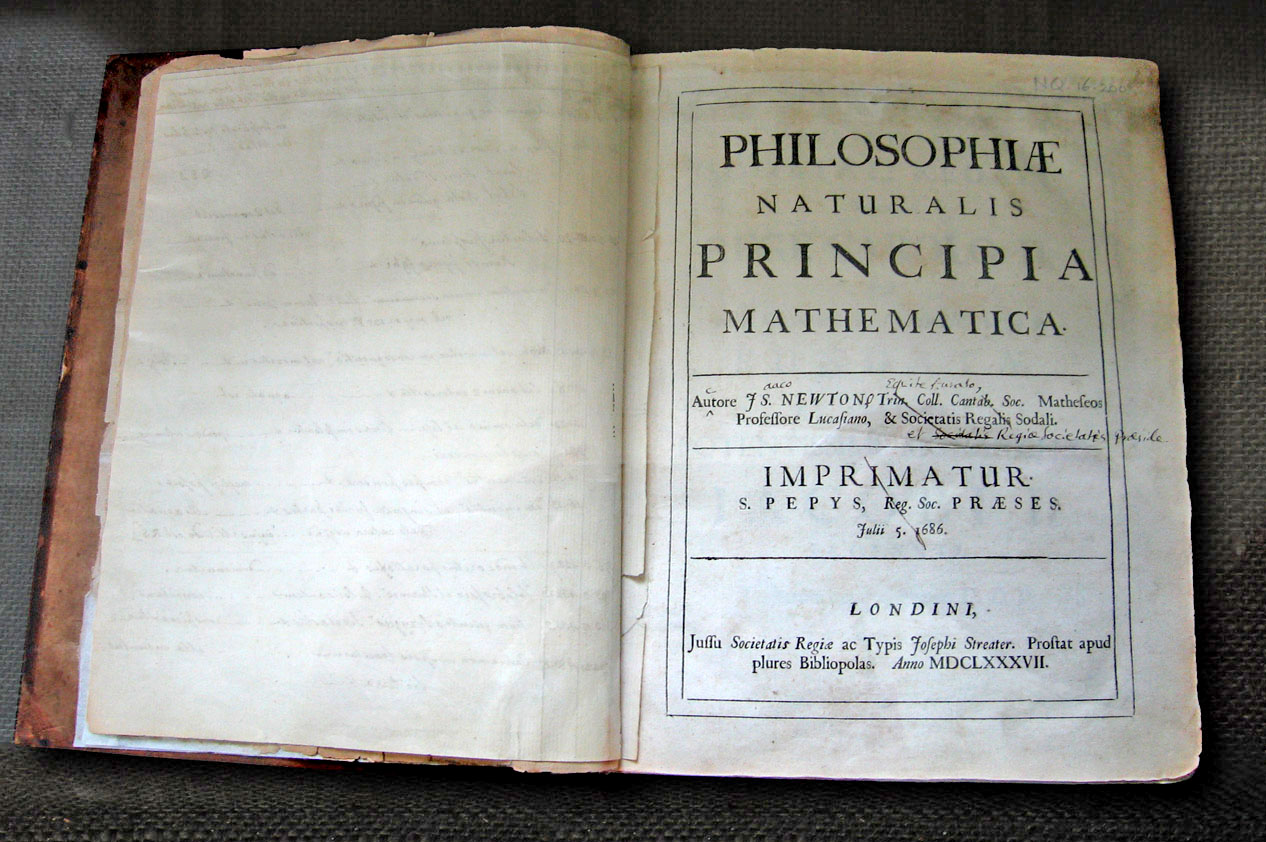
《자연철학의 수학적 원리》

《자연철학의 수학적 원리》(自然哲學- 數學的原理, 라틴어: Philosophiae Naturalis Principia Mathematica 필로소피아이 나투랄리스 프린키피아 마테마티카[*])는 서양의 과학 혁명을 집대성한 책의 하나이다. 줄여서 '프린키피아'(라틴어: Principia)라고 불리기도 한다. 1687년에 나온 아이작 뉴턴의 세 권짜리 저작으로, 라틴어로 쓰여졌다.
이 책에서 뉴턴은 고전 역학의 바탕을 이루는 뉴턴의 운동 법칙과 만유인력의 법칙을 기술하고 있다. 당시 요하네스 케플러가 천체의 운동에 대한 자료를 바탕으로 알아낸 케플러의 행성운동법칙을 뉴턴은 자신의 위 두 법칙들로써 증명해 낸다. 그는 이러한 일련의 작업을 통해서 코페르니쿠스에서 시작되어 케플러, 갈릴레오를 거치면서 이루어져 온 천문학의 혁명을 완성하는 한편, 갈릴레오 이후 데카르트, 하위헌스 등을 통해서 이루어져 온 근대 역학의 성공을 눈부시게 보여주고 있다.
에드먼드 핼리도 이 책을 바탕으로 1530년, 1607년, 1682년에 나타났던 혜성들의 궤도를 계산해, 이 혜성 모두가 동일한 하나의 천체일 가능성이 높다는 사실을 발견했고 일정한 주기에 따라 1750년대 말에 다시 나타나리라고 예견했다. 뉴턴도 핼리도 죽은 뒤인 1758년에 수수께끼 같은 천체가 발견되었는데 그것이 다름 아닌 핼리 혜성이다.
제1편은 운동에 관한 일반적 명제를 논술하였고, 제2편은 매질 속에서의 물체의 운동을 다루고, 마지막 제3편은 코페르니쿠스의 지동설, 케플러의 행성의 타원궤도 등의 행성의 운동을 증명하였다.
뉴턴은 그의 이론을 기술하기 위해 미적분학을 역학에 적용하였지만, 이 책에서는 주로 기하학적인 증명 방법을 사용하고 미적분을 거의 사용하지 않고 있는데, 이는 당시의 사람들의 이해를 고려해서라고 한다.
1687년에 초판, 1712년 증보 개정판, 그리고 1726년 제3판이 출간되었다.

## 각 권별 내용

### 제 1권
- 진공 중에서 물질 입자가 어떻게 운동하는지를 다루고 있다. 이 논의는 지금도 우리들이 유용하게 사용하고 있는 세 가지 운동 법칙에 근거하고 있다. 이 운동 법칙들은 관성 기준계, 즉 정지 상태나 일정한 속도로 움직이는 기준계에서 운동을 기술할 때 적용된다.
- 물체의 운동에 대한 일반적 논의를 펴고 있다. 이 논의를 통해서 여러 가능한 힘들이 어떤 수학적 형태를 띠게 될 것인지를 가정하고, 또 그런 힘에 의해서 생기는 운동을 역시 수학적인 방식으로 추론한다.
- 거리의 제곱에 반비례하는 만유 인력과 같은 힘들을 포함해서 다른 여러 가지 형태의 가상적인 힘에 의한 운동이 함께 취급되고 있다. 뉴턴은 케플러의 제 3법칙을 일반화시켰다. 그래서 모든 물체와 물체 사이에는 그 두 물체의 질량의 곱에 비례하고 거리의 제곱에 반비례하는 힘, 즉 만유 인력이 작용한다는 사실을 입증한 것이었다.

### 제 2권
저항이 있는 공간 속에서 물질의 입자가 어떻게 운동하는지에 대한 문제를 취급하고 있다. 이 내용은 오늘날의 소위 「유체역학」에 해당한다. 이것은 주로 당시에 널리 퍼져 있던 데카르트의 「소용돌이」우주관에 케플러의 행성 운동 법칙과 어울리지 않는다는 사실을 밝히기 위한 목적에 맞추어져 있다.

### 제 3권
가장 성과가 많은 부분이다. 태양과 다른 행성들의 질량이 추론되고, 순전히 수량적인 방식을 이용해서 지구의 평평한 모습이 설명되며, 조수의 이론 등이 상세히 제시되고 있다.

## 유클리드의 ‘기하학 원론’과의 비교
- 『기하학 원론』이 1권에서 점, 선, 면, 평면, 각, 도형에 대한 몇 개의 기본적인 정의와 공리, 상식으로 시작하듯이 『프린키피아』의 처음에서도 물질의 양, 운동의 양, 구심력에 대한 간단하고 명료한 몇 개의 정의와 공리, 운동법칙으로 시작하고 있다. 그리고『기하학 원론』에서는 초기 가정으로 출발해서 앞에서 말한 정의와 공리들을 이용해서 논리적으로 법칙들을 정의하고 있다.
- 『기하학 원론』과 『프린키피아』의 틀은 유사성을 보이고 있지만 그 증명하는 방식에는 여러 가지 차이점을 보이고 있다.
- 『프린키피아』에서는 눈에 보이지 않는 체계에 관한 설명이 없다. 2권의 6장에서 진자를 이용한 실험 데이터와 7장에서 매질속에서의 투사체 운동을 많은 사례와 실험을 통해 분석한 것, 3권에서 천문학적 데이터를 사용한 것처럼 눈에 보이는 물체의 운동만을 엄밀한 계량적 방법으로 다루고 있다.
- 그리고 1권과 2권에서 물체에 운동에 대한 일반적인 원리를 제시한다. 그 후에 3권에서 만유인력을 예를 들어 만유인력의 법칙이 천체 현상을 어떻게 설명하는가를 구체적으로 보여주었다. 일반법칙에 만유인력이라는 특수한 경우를 적용함으로써 자유낙하 현상, 지구의 타원궤도 운동, 달이나 혜성과 같은 천체의 운동, 조수 간만 및 계절의 변화와 같은 현상들이 어떻게 그리고 왜 일어나는지를 잘 설명하고 있다.
- 『기하학 원론』은 정의와 유클리드의 가정이라고 불리는 공리 개념으로 시작하여 논리적 순서로 정리나 문제의 해를 유도하는 공리적 체계의 전형적인 모습을 보여주고 있다. 『기하학 원론』 은 엄밀하고 정확한 논리적 증명을 확립하는데 기초를 다진 점이 높이 평가되었고, 그 구성상의 뛰어난 특징 때문에 유클리드 이후의 많은 저명한 학자들이 책을 쓸 때 『기하학 원론』의 구성 양식을 참고할만했다.[3]
- 『기하학 원론』은 그리스인들의 추상적이고 정적인 사고의 영향을 받아, 현실을 설명하는데 도움을 주기보다는 명상과 사색 그리고 논리적인 두뇌 훈련을 위한 학문으로서의 역할이 강조되었다. 그 결과 구체적인 양의 계산에 대한 언급이 전혀 없고 도형을 움직인다던가 변형시킴으로써 쉽게 해결할 수 있는 문제들을 어렵게 해결하는 경우가 있다.
- 반면에 『프린키피아』는 상업 자본과 제조업이 발전하던 중세말기의 현실적이고 동적인 사고의 영향을 받아 물체의 운동과 천체 현상에 대한 구체적인 설명을 하고있다. 1권과 2권에서 물체의 운동에 대한 일반적인 원리들을 많은 사례와 실험데이터를 통해 설명한 뒤 3권예서 천문학적 데이터를 적절히 사용함으로써 실제 천체 현상을 잘 설명하고 있다.

## 사회적, 경제적 배경
- 뉴턴이 살았던 시대는 봉건제가 붕괴하고 상업 자본과 제조업이 발달하기 시작한 때였다. 이 시기에는 상업이 발달하면서 더 안정적으로 많은 양의 상품을 운반해야 할 필요가 생겨났다. 그러나 장원 제도와 봉건 경제의 폐쇄성으로 인해 육상 수송의 발전은 이루어지지 못한 반면, 바다와 강을 이용한 수상 수송은 빠른 발전을 이룩하여 이의 요구에 응하였다. 그러나 이 시기의 해상수송은 먼 바다배의 위치를 확인할 방법을 찾지 못해 연안을 따라서 운행할 수밖에 없었다.
- 발전을 계속하던 상업자본은 속도의 증가, 배의 적재능력 및 항해능력, 해상서의 배의 위치결정 방법 그리고 운하와 수문의 건설에 대한 기술적 문제들을 제기하게 되는데 이 문제들은 유체 정역학, 유체 동역학 그리고 천체 역학의 연구를 통해 해결할 수 있었다.
- 한편 상업의 발달로 교환수단인 금과 은의 수요가 늘어나게 되고 군수 산업의 발전으로 철과 동의 수요도 늘어나게 됨에 따라 중세 말기 무렵 채광업은 더욱 발전하여 거대한 산업이 된다. 이것은 새로운 광산의 개발과 함께 기존 광산의 체굴에 대한 새로운 기술을 요구하게 된다. 이리하여 교역과 군수 산업의 발달은 광산업앞에 광석인양, 갱도의 환기, 배수 및 펌프, 송풍 그리고 광석선별에 관한 기술적 문제를 제기하게 되는데 이 문제들은 기본적인 역학과 기체 정역학, 유체 정역학을 연구함으로써 해결할 수 있었다.
- 또한 군사기술의 발전도 경제적 발전에서 상당히 중요한 역할을 하였다. 화약이 중국에서 유럽으로 알려지게 된 이후 화기의 급속한 증가를 가져왔고 여러 전투들을 통해 무기의 개량과 전투와 관련된 여러 가지 문제들에 대한 연구가 이어졌다. 군사의 발전은 화기의 최소중량, 안정성 그리고 탄환궤도에 관한 기술적 문제들을 제기하게 되고, 많은 학자들이 이 문제를 해결하기 위해 역학 연구에 몰두하였다.
- 상업자본과 제조업의 발전시기인 16세기 초반부터 17세기 후반까지 물리학자들이 다룬 연구테마를 살펴보면 교통수단, 산업 그리고 전쟁에서 기술상의 여러 요구를 분석하여 찾아낸 문제들이 대부분 역학에 관한 문제였다. 물론 이 시기에 광학, 정전기와 전기에 관한 발전도 있었지만 이러한 문제들은 모두 부차적인 의의를 가지며 연구 수준에 있어서도 역학에 훨씬 못 미쳤다.
- 생산제력의 발전은 상업자본 시기의 과학 앞에 일련의 실질적 과제들을 제시하고 무조건적인 필요성을 들어 그 해결을 요구하였다.
- 중세의 대학들은 이러한 과제들을 해결하려 하지 않았으며 해결할 수도 없었고 오히려 발전해가는 여러 자연과학에 반대하며 적극적으로 이와 대립하였다. 구체적인 기술상의 문제들을 해결하는 과학과 기술은 영국혁명 이후 생산 제력의 발전에 강력한 자극을 주었고 이의 영향을 받아 과학계에서는 여러 물리학상의 문제들을 일반적인 방법으로 해결하기 위해 종합적인 개관을 제공하는 견고한 기본적인 기초를 쌓을 필요가 생겨났다.
- 뉴턴 『프린키피아』의 소개가 그러한 필요를 풍족시키게 된다. 위에서 분석한 이시대의 물리학상의 테마가 제기한 문제들이 『프린키피아』의 핵심으로 되어있고, 뉴턴의 관심 범위를 조사해 보면 그 시대의 상업교통, 산업 그리고 군사에서의 문제들을 남김없이 수용하려 한 것을 지적할 수 있다.
- 『프린키피아』의 내용은 바로 그 시대 사회 경제적인 토대를 이루었던 과학과 기술의 반영이라는 점을 알 수 있고, 『프린키피아』의 올바른 이해를 위해서는 『프린키피아』가 저술된 그 시기의 과학과 기술사에 대한 이해와 연구가 선행되어야 한다.

## 같이 보기
- 아이작 뉴턴
- 《원론》
- 출판 논문 (treatise)